# Rhynchostylis
Genre
Classification phylogénétique
Rhynchostylis est un genre de la famille des Orchidaceae, de la sous-famille des Epidendroideae, comptant trois espèces d'orchidées épiphytes d'Asie du Sud-Est.

## Synonymes
- Anota Schlechter 1914

## Liste des espèces
- Rhynchostylis coelestis (Rchb.f.) A.H.Kent in H.J.Veitch 1891.
- Rhynchostylis gigantea (Lindl.) Ridl. 1896.
- Rhynchostylis retusa (L.) Blume 1825. - Espèce type

## Répartition
Inde, Malaisie, Philippines

## Galerie

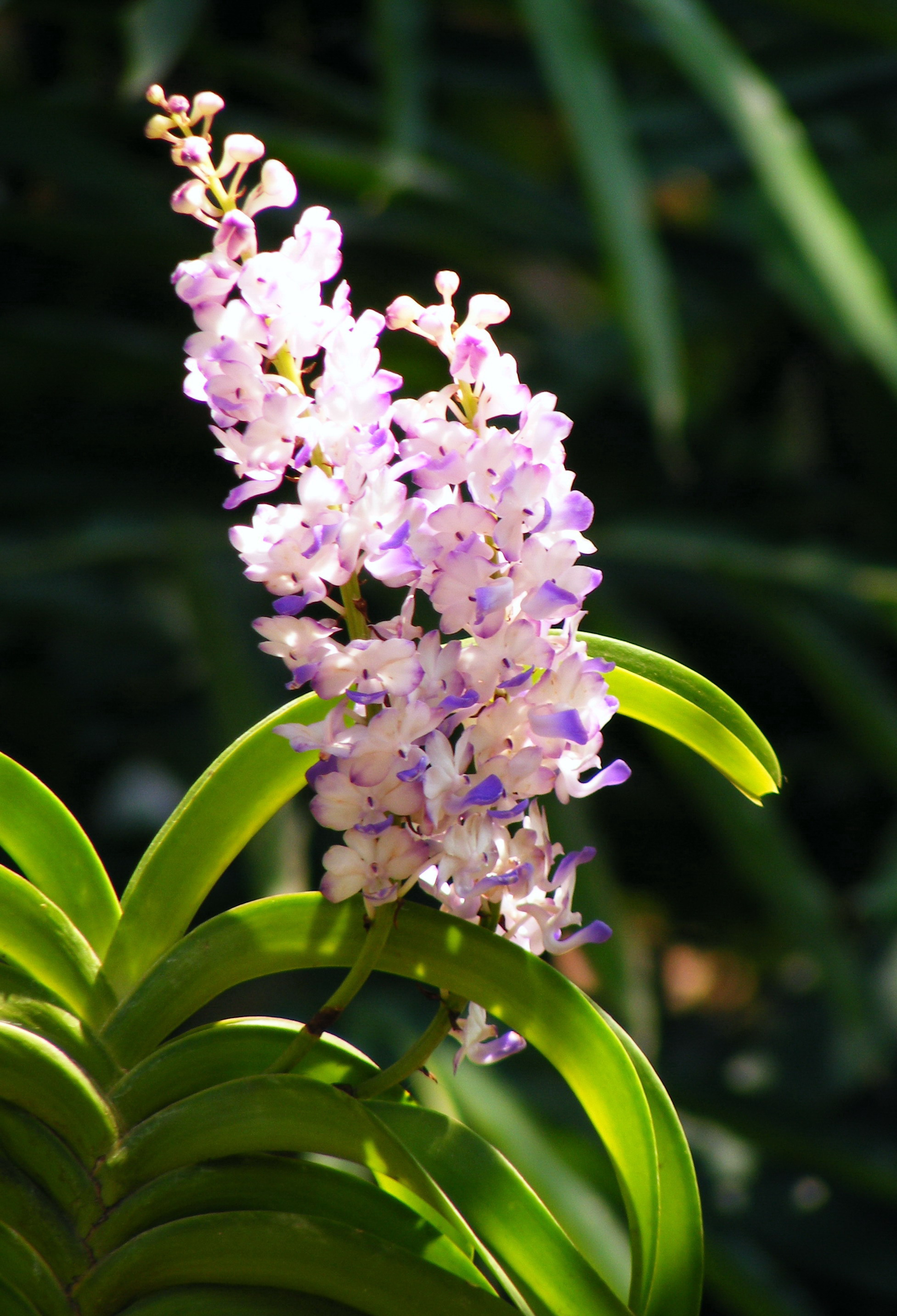
Rhynchostylis coelestris
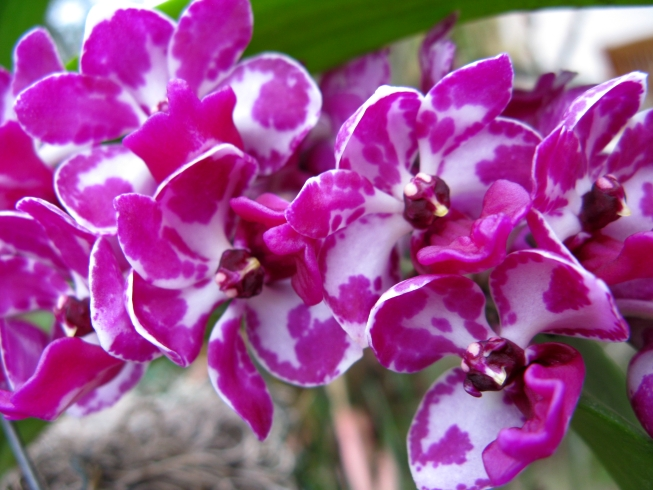
Rhynchostylis gigantea